# Newell (Pensilvania)
Newell es un borough ubicado en el condado de Fayette en el estado estadounidense de Pensilvania. En el año 2000 tenía una población de 551 habitantes y una densidad poblacional de 345 personas por km².

## Geografía
Newell se encuentra ubicado en las coordenadas 40°4′29″N 79°53′49″O / 40.07472, -79.89694

## Demografía
Según la Oficina del Censo en 2000 los ingresos medios por hogar en la localidad eran de $33,988 y los ingresos medios por familia eran $41,477. Los hombres tenían unos ingresos medios de $38,611 frente a los $20,556 para las mujeres. La renta per cápita para la localidad era de $18,592. Alrededor del 5.7% de la población estaba por debajo del umbral de pobreza.